# Kissogram
Kissogram – niemiecki zespół muzyczny założony w 1999 roku w Berlinie. Tworzą go Jonas Poppe i Sebastian Dassé, do których w 2008 roku dołączył Joe Dilworth. Swój styl określają jako Party Apokalypse. Ich muzyka łączy różne gatunki - od popu, elektroniki i disco przez rocka i blusa, po elementy muzyki poważnej i arabskiej.

## Muzycy
- Jonas Poppe - wokal, gitara elektryczna, syntezator
- Sebastian Dassé - syntezator, keyboard
- Joe Dilworth - perkusja

## Historia

### Początki.If I Had Known This Before(1999-2002)
Jonas Poppe i Sebastian Dassé zaczęli nagrywać pierwsze krótkie piosenki latem 1999 roku, mając do dyspozycji syntezator Korg, magnetofon ośmiościeżkowy i meksykańską gitarę Fender. Przygotowali kilka kaset, które rozdali podczas swojego pierwszego występu - w berlińskim Sonntagsbar. Pierwszym utworem, jaki oficjalnie opublikowali był If I Had Known This Before, wydany w 2001 roku na minialbumie razem z remiksem DJ-a Woody’ego, który zyskał sobie sporą popularność na scenie techno.
W tym czasie częściej grywali ze swoim drugim zespołem, The Sitcom Warriors. Występowali też jako Don Multisex i The Blood Boys. Jako Kissogram wydali natomiast kolejny minialbum I'm Absolute (2002). Potem powstały Forsaken People Come to Me i Cool Kids Can't Die - późniejsze single, promujące pierwszy album studyjny zespołu.

### The Secret Life Of Captain Ferber(2003-2005)
W 2003 roku duet udał się do paryskiego Studia Ferber, gdzie nagrał swój pierwszy pełny album. Materiał na płytę powstał we współpracy z pianistą Gonzalesem oraz kanadyjską wokalistką Leslie Feist. Krążek ukazał się w listopadzie 2004 roku w berlińskiej wytwórni Louisville Records, z którą zespół jest związany do dziś.
W 2005 roku piosenka Forsaken People Come To Me została wykorzystana w czołówce filmu Stadt als Beute . Na ścieżce dźwiękowej pojawia się także jej remiks (Forsaken People) oraz drugi utwór Kissogram, Sad Boy.

### Nothing, Sir!(2006-2007)
Drugi album powstawał pod wpływem nowych źródeł inspiracji: bluesa, muzyki arabskiej oraz filmu. To ostatnie odzwierciedlone zostało na jego okładce, z której spokojnie spogląda amerykańska aktorka Lauren Bacall. Płyta ukazała się pod koniec kwietnia 2007 roku.
Po wydaniu drugiego albumu zespół wszedł w okres, na który każdy muzyk powinien sobie chociaż raz w życiu pozwolić: kryzys (Es begannen Zeiten, die sich jeder Musiker mindestens einmal im Leben gönnen sollte: Die Krisenzeiten. - Jonas Poppe) Duet występował wtedy najczęściej poza krajem, odwiedzając m.in. Kijów, Bukareszt czy Helsinki. Stworzył też zespół-alter ego: The Gods Of Love (Bogowie Miłości).
Podczas występów w Londynie doszło do spotkania z Joe Dilworthem, który jakiś czas później dołączył do zespołu jako perkusista. W trasie kształtowała się też powoli koncepcja nowego albumu.

### (2008-)

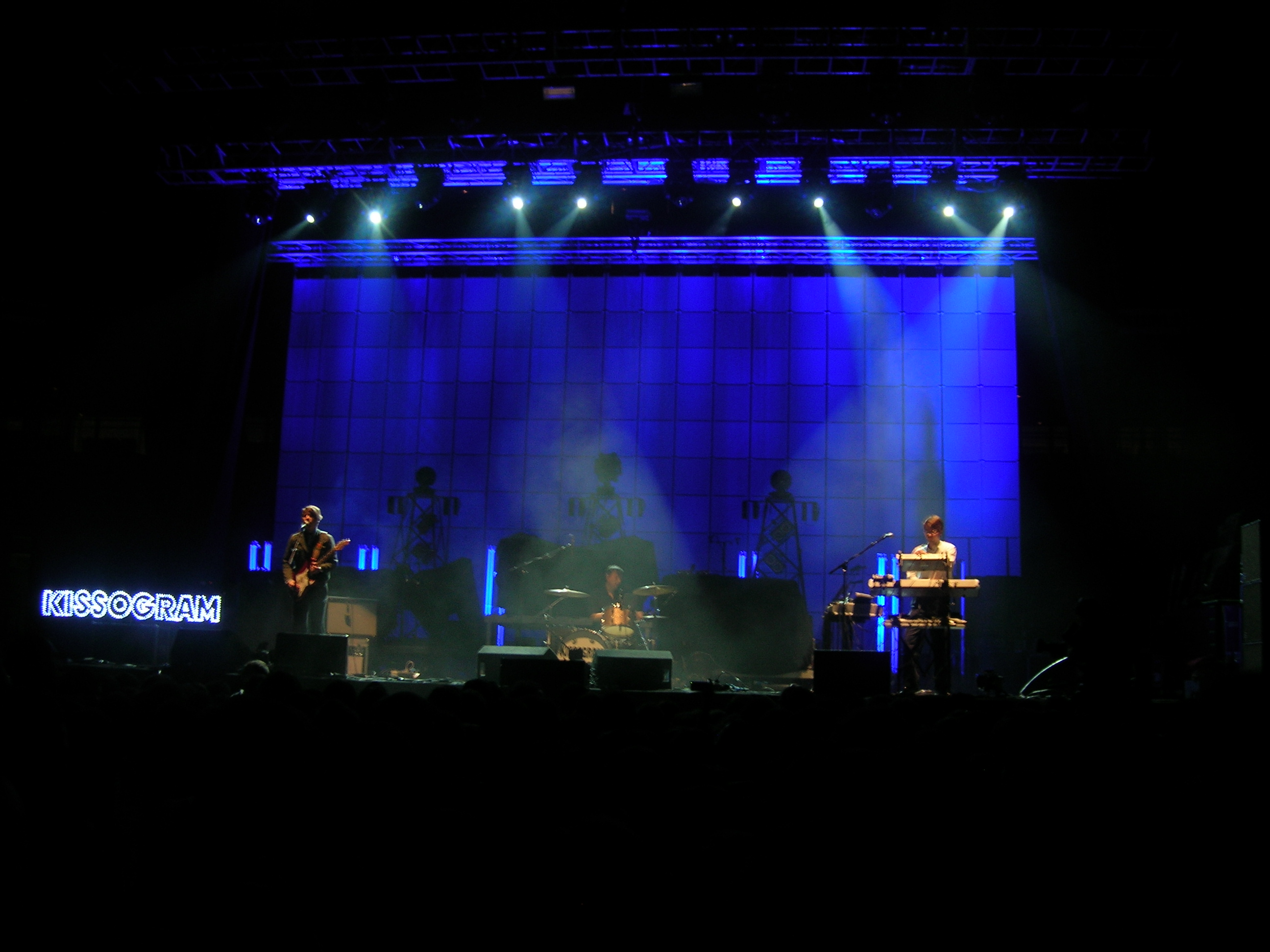
Kissogram w Palacio De Deportes (Madryt) 3 kwietnia 2009

Jesienią 2008 roku Kissogram wystąpił przed polską publicznością. 19 listopada zagrał w warszawskim klubie Stodoła jako support przed koncertem szkockiej grupy Franz Ferdinand. Zaraz potem otrzymał zaproszenie do współudziału w europejskiej części trasy koncertowej promującej trzeci album zespołu, Tonight: Franz Ferdinand. W marcu i kwietniu 2009 roku grupy wystąpiły razem na kilkunastu koncertach, m.in. we Włoszech, Francji i Hiszpanii. Tournée zbiegło się w czasie z premierą trzeciego albumu Kissogramu, Rubber & Meat.

## Dyskografia

### Minialbumy (EP)
- If I Had Known This Before (2001)
- If I Had Known This Before - wydanie dwupłytowe (2001)
- I'm Absolute (2002)

### Albumy studyjne i single
- The Secret Life of Captain Ferber (2004)
  - Forsaken People Come To Me (2004)
  - Cool Kids Can't Die (2005)
- Nothing, Sir! (2007)
  - The Night Before / The Morning After[2] (2007)
  - She's an Apple Pie (2007)
- Rubber & Meat (2009)
  - The Deserter (2009)

### Wkład w inne projekty muzyczne
- Hildegard Knef - Ihre Lieder sind anders - składanka z coverami piosenek Hildegard Knef, utwór In dieser Stadt (2005)
- Stadt als Beute - ścieżka dźwiękowa do filmu, 3 utwory (2005)
- Um und Bei Kolossale Jugend - z Mashą Qrella (2005)
- Operation Pudel 2006 ZD 50 - składanka, utwór Katze in der Fensterbank z Ingeborg Schnabel

## Wpływy

### Muzyka
- Farid el-Atrashe
- The Beastie Boys
- Beat Happening
- The Beatles
- Wendy Carlos
- Leonard Cohen
- Bob Dylan
- The Four Seasons
- Serge Gainsbourg
- The Gun Club
- Herbie Hangkock
- Jacno - właściwie Denis Quilliard, muzyk francuski
- The Kinks
- The Make-Up
- The Monks
- The Monochrome Set
- Ennio Morricone
- Pavement
- Der Plan
- Elvis Presley
- Jonathan Richman
- Roxy Music
- Sparks
- Stereolab
- The Stooges
- Suicide
- T. Rex
- The Fall
- Tuxedomoon
- Markos Vamvakaris
- The Velvet Underground
- Mohammed Abdel Wahab

### Film, literatura i sztuka
- Luis Buñuel
- Claudia Cardinale
- John Cassavetes
- Bette Davis
- Catherine Deneuve
- Paulette Goddard
- Vincent van Gogh
- Vilhelm Hammershøi
- Buster Keaton
- Vladimir Nabokov
- Gena Rowlands
- Francois Villon
- Walther von der Vogelweide

## Nazwa
Słowo kissogram zostało utworzone w języku angielskim na wzór telegramu. Oznacza ono
wiadomość przekazywaną poprzez pocałunek (kiss), którą dostarcza wynajęta w tym celu osoba. Dla wzmocnienia efektu zaskoczenia posłaniec zwykle ma na sobie zabawne przebranie. Można go wynająć osobiście albo przez specjalizujące się w tych usługach firmy.